# Berchtesgaden
Berchtesgaden é uma cidade alemã situada nos Alpes bávaros, no extremo sul da Alemanha e da Baviera, a 30 km ao sul de Salzburgo (Áustria).
Ao sul da cidade se encontra a terceira maior montanha (depois de Zugspitze 2962 m e de Hochwanner 2744 m) alemã, o monte Watzmann (2713 m).
Também nas proximidades pode-se encontrar a montanha do Kehlstein (1835 m), conhecida pelo « ninho da águia » (Kehlsteinhaus) no seu pico. O ninho da águia foi construído como presente pelos 50 anos de Adolf Hitler.
Bombardeado pelos britânicos em abril de 1945, o Ninho da Águia seria ocupado, em seguida, pelos americanos, que descobriram preciosidades escondidas no bunker. Havia milhares de caixas de grandes safras de vinhos, roubadas dos franceses, e obras de arte pilhadas de colecionadores judeus. Para chegar ao cofre no qual as relíquias estavam guardadas, havia um elevador construído na rocha, com poltronas de veludo e folheado a ouro. Antes de abandonar o local, os nazistas quebraram a máquina e abandonaram as riquezas surrupiadas. Mas não conseguiram apagar a história. No fim da guerra não foi destruído, e ainda hoje pode-se admirar um belo panorama de lá.